# Glebe Stone

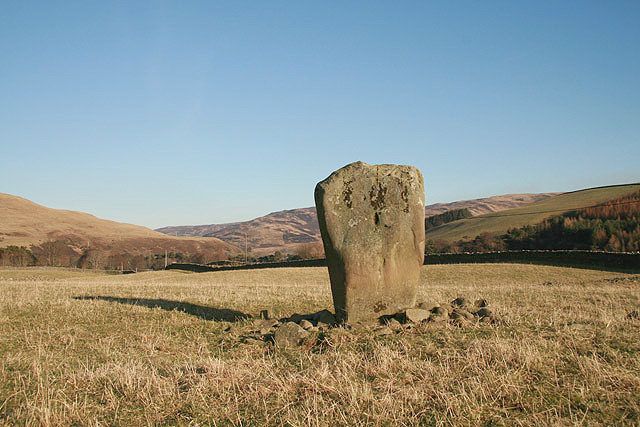
Glebe Stone

Der Glebe Stone (deutsch Pfarrlandstein) ist ein Menhir (englisch Standing Stone), der etwa 35,0 m nördlich der A708 (Straße) von Selkirk nach Moffat, etwa 1,5 km südwestlich des Dorfes Yarrow in den Scottish Borders in Schottland steht. 
Der Glebe-Stein ist ein 0,4 m Block von etwa 1,4 m Höhe und 0,75 bis 1,0 m Breite. Seine Seiten sind nach Nordwesten bzw. Südosten ausgerichtet. Auf der südöstlichen befinden sich nahe der Basis zwei mutmaßliche Schälchen (englisch cups). Eines hat 75 mm Durchmesser und ist 15 mm tief. Das andere misst 100 × 125 mm und ist 55 mm tief. Rund um den Stein lag früher ein großer Cairn unter dem zerfallene Knochen lagen. Mehr als 20 ähnliche Cairns, von denen einer Teile eines alten Eisenspeers enthielt, sollen sich in der Nähe befunden haben. 
Der Glebe Stone ist, wie der nahe Warrior’s Rest ein klassischer Menhir und kein beschrifteter Grabstein wie der 600 m entfernte Yarrow Stone. Die Steine sind von der Straße aus zwischen Warrior’s Rest und Whitefield im Feld zu sehen. 